# Ecnomus kinka
Ecnomus kinka är en nattsländeart som beskrevs av Cartwright 1990. Ecnomus kinka ingår i släktet Ecnomus och familjen trattnattsländor. Inga underarter finns listade i Catalogue of Life.